# Ralf Schneider (Anglist)
Ralf Schneider (* 1966 in Aachen) ist ein deutscher Anglist und Literaturwissenschaftler.

## Leben
Von 1988 bis 1994 studierte er Anglistik und Romanistik (Staatsexamen für das Lehramt der Sekundarstufe II) an der Universität zu Köln. Ab 1995 war er wissenschaftlicher Mitarbeiter am Englischen Seminar in Köln, wo er 1999 seine Promotion bei Natascha Würzbach mit summa cum laude abschloss. Ab 1997 fungierte er als wissenschaftlicher Angestellter am Seminar für Englische Philologie der Universität Tübingen, ab 1999 wissenschaftlicher Assistent. Nach der Habilitation 2004 an der Albert-Ludwigs-Universität Freiburg war er von 2004 bis 2005 Privatdozent für Englische Philologie in Freiburg im Breisgau.
Von Oktober 2005 bis Februar 2019 lehrte er als Professor für Literatur und Kultur Großbritanniens an der Universität Bielefeld. Im März 2019 übernahm er den Lehrstuhl für Anglistische Literaturwissenschaft an der RWTH Aachen University. Dort war er Mitgründer des Aachen Center for Cognitive and Empirical Literary Studies (ACCELS). Das Zentrum widmet sich der Weiterentwicklung einer Literaturwissenschaft, die mit kognitionswissenschaftlichen Theorien und empirischen Methoden der Rezeptionsforschung arbeitet und ist das erste seiner Art in Deutschland.

## Schriften (Auswahl)
- als Herausgeber mit Andrea Gutenberg: Gender – culture – poetics. Zur Geschlechterforschung in der Literatur- und Kulturwissenschaft. Festschrift für Natascha Würzbach. Trier 1999, ISBN 3-88476-324-5.
- Grundriß zur kognitiven Theorie der Figurenrezeption am Beispiel des viktorianischen Romans. Tübingen 2000, ISBN 3-86057-738-7.
- als Herausgeber: Literaturwissenschaft in Theorie und Praxis. Eine anglistisch-amerikanistische Einführung. Tübingen 2004, ISBN 3-8233-6023-X.
- mit Barbara Korte und Claudia Sternberg: Der Erste Weltkrieg und die Mediendiskurse der Erinnerung in Großbritannien. Autobiographie, Roman, Film (1919–1999). Würzburg 2005, ISBN 3-8260-3156-3.
- als Herausgeber mit Jens Eder und Fotis Jannidis: Characters in Fictional Worlds: Understanding Imaginary Beings in Literature, Film and Other Media. Berlin, 2010, ISBN 978-3-11-023241-7.
- als Herausgeber mit Marcus Hartner: Blending and the Study of Narrative: Approaches and Applications. Berlin, 2012, ISBN 978-3-11-029112-4.
- als Herausgeber mit Lut Missine und Beatrix van Dam: Grundthemen der Literaturwissenschaft: Fiktionalität. Berlin 2020, ISBN 978-3-11-046602-7.
- als Herausgeber mit Jane Potter: Handbook of British Literature and Culture of the First World War. Berlin, Boston: De Gruyter, 2021, ISBN 9783110422467